# Yolanda Eminescu
Yolanda Eminescu (* 10. Mai 1921 in Mizil; † 9. März 1998) war eine der ersten und bedeutendsten Juristinnen der Sozialistischen Republik Rumänien.

## Leben
Eminescus Vater – ein höherer Offizier (Gheorghe Eminescu) – war der Sohn Matei Eminescus, ein Bruder des rumänischen Schriftstellers Mihai Eminescu. Nach dem Besuch des Gymnasiums in Brăila, studierte Eminescu 1939–1943 an der juristischen Fakultät in Bukarest. 1943–1945 war sie bei einer Anwaltskanzlei in Ilfov tätig, wonach Yolanda Eminescu am 17. Februar 1945 zur Richterin ernannt wurde. 1948 erhielt Yolanda Eminescu den akademischen Doktorgrad. Bis 1949 war sie als Richterin tätig, wonach Eminescu an die Juristische Fakultät von Bukarest wechselte. 1951 wurde Eminescu von der Fakultät entlassen, 1954 von dem neu gegründeten Institut für Rechtswissenschaften angestellt, wo sie bis zu ihrer Verrentung 1983 tätig wurde.
Nach ihr ist die rechtswissenschaftliche Bibliothek der Universität Valahia in Târgoviște im Kreis Dâmbovița, sowie ein Gerichtssaal des Sektor 5 in Bukarest, benannt.